# Oostelijk kampioenschap voetbal
Het Oostelijk kampioenschap voetbal is de voormalige hoogste voetbalcompetitie in het oosten van Nederland, gevormd door verenigingen uit Gelderland en Overijssel. In 1896 werd voor de eerste maal een oostelijk kampioenschap georganiseerd door de NVB (later KNVB). In 1896 ging deze nog tussen drie ploegen, maar werd snel uitgebreid. De strijd om het oostelijk kampioenschap duurde tot en met 1950, waarna de KNVB voor de eerste klassen over ging op een bovenregionale competitie-indeling. Alle oostelijke verenigingen werden in dat jaar ondergebracht in de eerste klasse B. Alleen Go Ahead en Zwolsche Boys werden ingedeeld in de Eerste klasse A.
In 1954 betekende de invoering van het betaald voetbal in Nederland het einde van de bovenregionale divisies. Na decennialang overleg over de invoering van een landelijke competitie kwam in 1956 de Eredivisie tot stand. Van de voormalige deelnemers aan de strijd om het oostelijk kampioenschap was alleen SC Enschede in staat zich hier voor te plaatsen.

## Bijzonderheden
In 1896 gingen Vitesse, PW en Go Ahead Wageningen spelen in de nieuw opgezette oostelijke competitie. Vanaf het seizoen 1897/1898 mocht de kampioen van het oosten dan ook deelnemen aan het landskampioenschap. In 1917 won Go Ahead uit Deventer als eerste oostelijke club de landstitel. Dit lukte de club vervolgens nog vier keer. Ook SC Enschede en Heracles lukte het om de landstitel te bemachtigen na het winnen van het oostelijk kampioenschap. In 1939 en in 1948 werd de KNVB Beker gewonnen door WVV Wageningen. Quick Nijmegen won deze in 1949.
Go Ahead uit Deventer heeft het recordaantal van zestien oostelijke kampioenschappen behaald. Daarmee staat de club gelijk aan Ajax dat hetzelfde aantal kampioenschappen won in het westelijke district. Alleen het Groninger Be Quick heeft er meer: achttien.
In de beginjaren kwam het voor dat clubs uit de provincie Utrecht werden ingedeeld voor het oostelijk kampioenschap. Dit overkwam USV Hercules en Quick Amersfoort. Ook toen het zuidelijke kampioenschap nog niet bestond werd RKVV Wilhelmina ingedeeld in oost. Zo kon Wilhelmina oostelijk kampioen worden in 1909, terwijl het van origine geen club uit het oosten is.

### Oostelijk kampioen voetbal
| Seizoen   | Winnaar     |
| --------- | ----------- |
| 1896/1897 | Vitesse     |
| 1897/1898 | Vitesse     |
| 1898/1899 | PW          |
| 1899/1900 | Victoria    |
| 1900/1901 | Victoria    |
| 1901/1902 | Victoria    |
| 1902/1903 | Vitesse     |
| 1903/1904 | PW          |
| 1904/1905 | PW          |
| 1905/1906 | PW          |
| 1906/1907 | PW          |
| 1907/1908 | UD          |
| 1908/1909 | Wilhelmina  |
| 1909/1910 | Quick       |
| 1910/1911 | GVC         |
| 1911/1912 | GVC         |
| 1912/1913 | Vitesse     |
| 1913/1914 | Vitesse     |
| 1914/1915 | Vitesse     |
| 1915/1916 | Go Ahead    |
| 1915/1917 | Go Ahead    |
| 1917/1918 | Go Ahead    |
| 1918/1919 | Go Ahead    |
| 1919/1920 | Go Ahead    |
| 1920/1921 | Go Ahead    |
| 1921/1922 | Go Ahead    |
| 1922/1923 | Go Ahead    |
| 1923/1924 | SC Enschede |

| Seizoen       | Winnaar                                                                       |
| ------------- | ----------------------------------------------------------------------------- |
| 1924/1925     | Go Ahead                                                                      |
| 1925/1926     | SC Enschede                                                                   |
| 1926/1927     | Heracles                                                                      |
| 1927/1928     | ZAC                                                                           |
| 1928/1929     | Go Ahead                                                                      |
| 1929/1930     | Go Ahead                                                                      |
| 1930/1931     | Go Ahead                                                                      |
| 1931/1932     | SC Enschede                                                                   |
| 1932/1933     | Go Ahead                                                                      |
| 1933/1934     | Heracles                                                                      |
| 1934/1935     | Go Ahead                                                                      |
| 1935/1936     | SC Enschede                                                                   |
| 1936/1937     | Go Ahead                                                                      |
| 1937/1938     | Heracles                                                                      |
| 1938/1939     | NEC                                                                           |
| 1939/1940     | Heracles                                                                      |
| 1940/1941     | Heracles                                                                      |
| 1941/1942     | AGOVV                                                                         |
| 1942/1943     | SC Enschede                                                                   |
| 1943/1944     | Heracles                                                                      |
| 1944/1945     | geen competitie in verband met Tweede Wereldoorlog                            |
| 1945/1946     | NEC                                                                           |
| 1946/1947     | NEC                                                                           |
| 1947/1948     | Go Ahead                                                                      |
| 1948/1949     | AGOVV                                                                         |
| 1949/1950     | Enschedese Boys                                                               |
| 1950 t/m 1954 | Competitie werd georganiseerd met verenigingen uit andere delen van het land. |
| 1954/1955     | start betaald voetbal in Nederland                                            |

### Aantal titels per club
| Club            | Titels |
| --------------- | ------ |
| Go Ahead        | 16     |
| Heracles        | 6      |
| Vitesse         | 6      |
| SC Enschede     | 5      |
| PW              | 5      |
| NEC             | 3      |
| Victoria        | 3      |
| GVC             | 2      |
| AGOVV           | 2      |
| UD              | 1      |
| Wilhelmina      | 1      |
| Quick           | 1      |
| ZAC             | 1      |
| Enschedese Boys | 1      |

Van deze clubs acteren Go Ahead, Vitesse, NEC en Heracles vanaf het begin in de hoogste divisies in Nederland. SC Enschede en Enschedese Boys gingen in 1965 samen verder onder de naam FC Twente. AGOVV verdween in 1971 uit het betaald voetbal, maar keerde in 2004 weer terug. De andere clubs zijn afgezakt naar het amateurvoetbal.